# أمان إروفان
"أمان إروفان" (بالعربية:المياه العطشاء)، هو مسلسل مغربي أمازيغي من إنتاج قناة تمازيغت للشركة الوطنية للإداعة والتلفزة .انطلق بثه لأول مرة في رمضان 2016 حيث يبث يوميا بعد الإفطار. حقق المسلسل نسبة مشاهدة عالية كأفضل المسلسلات تحقيقا لذلك.

## الممثلين
- عبد اللطيف عاطف
- الحسين بردواز
- خديجة أمزيان
- زهرة المهبول
- فاطمة تحيحيت
- محمد عوينتي